# Voinești, Vaslui
Voinești là một xã thuộc hạt Vaslui, România. Dân số thời điểm năm 2002 là 3804 người.